# Шаналеј
Шаналеј (фр. Chanaleilles) насеље је и општина у централној Француској у региону Оверња, у департману Горња Лоара која припада префектури Пиј ан Веле.
По подацима из 2011. године у општини је живело 201 становника, а густина насељености је износила 4,14 становника/km². Општина се простире на површини од 48,52 km². Налази се на средњој надморској висини од 1.150 метара (максималној 1.486 m, а минималној 1.077 m).

## Демографија
| 1962. | 1968. | 1975. | 1982. | 1990. | 1999. | 2011. |
| ----- | ----- | ----- | ----- | ----- | ----- | ----- |
| 360   | 395   | 372   | 330   | 268   | 228   | 201   |

График промене броја становника у току последњих година